# Che-pi
Che-pi (čínsky pchin-jinem Hèbì, znaky 鹤壁) je městská prefektura v Čínské lidové republice. Patří k provincii Che-nan a je obklopena prefekturami An-jang (na severu) a Sin-siang (na jihu).
Celá prefektura má rozlohu 2 141 čtverečních kilometrů a žije v ní více než půldruhého milionu lidí.

## Správní členění
Městská prefektura Che-pi se člení na pět celků okresní úrovně, a sice tři městské obvody a dva okresy.
| Che-šan Šan-čcheng Čchi-pin okres · Sün okres · Čchi |        |                       |             |                                         |
| Název                                                | Název  | Počet obyvatel (2020) | Rozloha km² | Hustota zalidnění (obyv. na km²) (2020) |
| český přepis                                         | znaky  | Počet obyvatel (2020) | Rozloha km² | Hustota zalidnění (obyv. na km²) (2020) |
| Městské obvody                                       |        |                       |             |                                         |
| Čchi-pin                                             | 淇滨区 | 460 780               | 353         | 1 305                                   |
| Che-šan                                              | 鹤山区 | 62 713                | 132         | 475                                     |
| Šan-čcheng                                           | 山城区 | 155 449               | 133         | 1 171                                   |
| Okresy                                               |        |                       |             |                                         |
| Sün                                                  | 浚县   | 624 728               | 952         | 656                                     |
| Čchi                                                 | 淇县   | 262 303               | 571         | 460                                     |
|                                                      |        |                       |             |                                         |
| Celkem                                               | Celkem | 1 565 973             | 2 141       | 731                                     |

## Partnerská města
- Kongdžu, Jižní Korea